# آننده

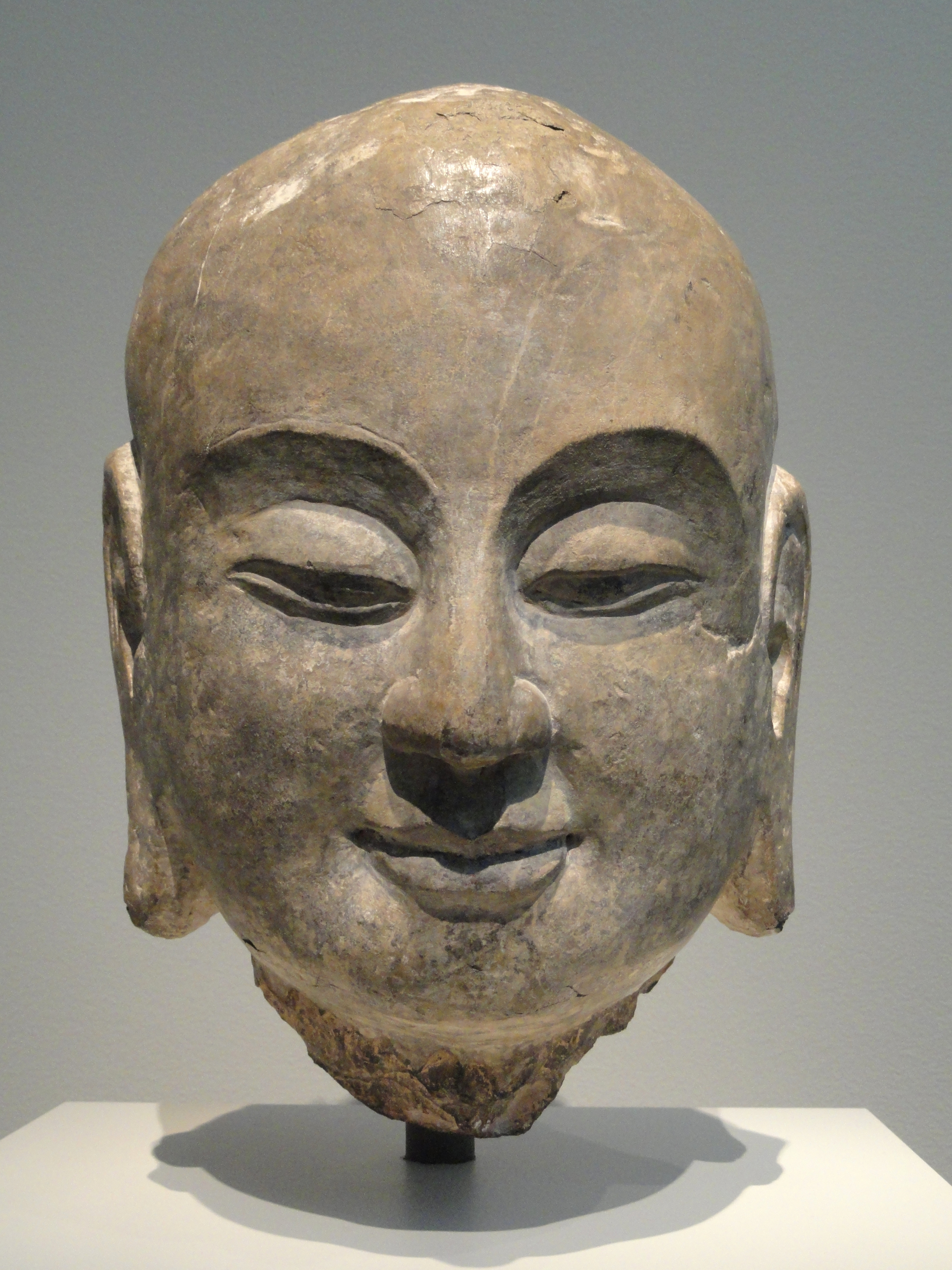
پرونده: سرِ شاگرد آننده، استان هه‌بِی، فِنگ‌فِنگ، غارهای معبد شیانگ‌تانگ‌شان شمالی، غار جنوبی، دودمان چی شمالی (۵۵۰–۵۷۷ میلادی)، سنگ آهک با بقایای رنگ‌دانه – نگارخانه فریر

آننده(Ānanda) یکی از مهمترین شاگردان و همراهان گوتاما بودا بود. او در میان شاگردان بودا از همه پرحافظه‌تر بوده‌است و بسیاری از آموزه‌های بودا را از بر داشته‌است، از این رو وی را پاسدار دارما خوانده‌اند.
برپایهٔ باورهای بودایی‌گری هر بودا باید دو شاگرد برجسته و یک حواری در زمان خدمتش داشته‌باشد. شاگردان برجستهٔ گوتاما بودا ساریپوتا و مهاموگالانا و حواری او آننده بودند.
واژهٔ آننده در زبان‌های پالی و سانسکریت و دیگر زبان‌های هندی به معنای خوشی و برکت است. آننده نامی پُررواج در میان بوداییان و هندوان است.